# Richard Suckle
Richard Suckle est un producteur de cinéma américain né en 1969 à Philadelphie (Pennsylvanie).

## Biographie
Après des études à l'Université de Chicago et à la Gallatin School of Individualized Study de l'Université de New York, dont il sort diplômé en 1991, il entre chez Atlas Entertainment où il reste pendant onze ans.

## Filmographie
- 1998 : Le Témoin du mal de Gregory Hoblit
- 2002 : Scooby-Doo de Raja Gosnell
- 2004 : Scooby-Doo 2 : Les monstres se déchaînent de Raja Gosnell
- 2005 : Une famille 2 en 1 de Raja Gosnell
- 2008 : Extreme Movie de Adam Jay Epstein et Andy Jacobsen
- 2009 : L'Enquête de Tom Tykwer
- 2013 : American Bluff de David O. Russell
- 2020 : Scooby ! (Scoob!) de Tony Cervone

## Distinctions

### Nominations
- Oscars 2014 : Oscar du meilleur film, conjointement avec Charles Roven, Megan Ellison et Jonathan Gordon pour American Bluff
- BAFA 2014 : BAFA du meilleur film, conjointement avec Charles Roven, Megan Ellison et Jonathan Gordon pour American Bluff